# Уелски милениум център
Уелският милениум център (на уелски: Canolfan Mileniwm Cymru; на английски: Wales Millennium Centre), наричан от местните жители the Armadillo, е комплекс за култура и изкуство в Кардиф, столицата на Уелс.
Строителството на центъра започва през 2002 г.; първият етап на откриването се състои на 26-28 ноември 2004 г., а вторият етап е на 22 януари 2009 г. В комплекса се изнасят театрални, балетни, концертни представления, организират се художествени изложби и обществени мероприятия.
Ценътрът разполага с 3 зали: Театър на Доналд Гордън (Donald Gordon Theatre, с вместимост 1750 зрителски места), „Ходинот“ (Hoddinott Hall, 350 м.) – за Националния оркестър на Уелс на БиБиСи (BBC National Orchestra of Wales), Уестън Студио Театър (Weston Studio Theatre, 250 м.), както и с павилиони, магазини и ресторанти.
Надписите на лицевата страна на купола над главния вход представят 2 реда от произведения на уелската поетеса Гуинет Люис (Gwyneth Lewis). Надписът на уелски: Creu Gwir fel gwydr o ffwrnais awen означава „Творете истина като стъкло от пещта на вдъхновението“; надписът на английски: These Stones Horizons Sing означава „В тези камън хоризонтите пеят“. В самия купол има ресторантски помещения, а буквите изпълняват функции на прозорци и нощем се осветяват.